# Будда Дорденма
Будда Дорденма (тиб. རྡོར་ལྡན་མ, Вайли rdor ldan ma — «обладающий ваджрой») — гигантская статуя (буддарупа) Будды Шакьямуни, которая была достроена в Бутане в конце 2010 года.

## История строительства
Первоначальное строительство основных частей статуи завершилось в декабре 2009 года, после чего буддийские монахи дали старт окончательному этапу работ. Возведение статуи обошлось в 47 миллионов долларов, тогда как общая стоимость работ проекта превысила 100 миллионов. Высота статуи равна 51,5 метра, и хотя это не самое большое изображение Будды, учитывая высоту в 2500 метров над уровнем моря, на которой она построена, это самая высоко расположенная статуя Будды в мире.
Строительство статуи приурочено не только к столетию монархии в Бутане, но и к исполнению двух пророчеств. Один из наставников Ньингмы и Дзогчена Сонам Зангпо в XX веке предсказал появление большой статуи, посвящённой Падмасамбхаве, Будде Гаутаме или кинжалу Пхурпа в этом районе, которая должна будет «даровать благословение, мир и счастье всему миру». Кроме того, статуя упоминается в древней Терме гуру Падмасамбхавы, которую нашёл Пема Лингпа.

## Описание
Внутри статуи расположен храм со 100 тысячами 20-сантиметровых и 25 тысячами 30-сантиметровых позолоченных будд. Все они, как и основная статуя, сделаны из бронзы и покрыты золотом. Статуя расположена на вершине горы Чангри Кёнсел Пходранг среди руин дворца Шераба Вангчука (тринадцатого Друк Деси Бутана) с видом на южные окраины города Тхимпху, столицы Бутана.
Будда Дорденма занимает 23-е место в списке самых высоких статуй мира, причём лишь только две из более высоких статуй находятся не в Азии (Родина-мать зовёт! в Волгограде и киевская Родина-мать).